# ジョン・ハインツ
ヘンリー・ジョン・ハインツ3世（Henry John Heinz III、1938年10月23日 - 1991年4月4日）は、アメリカ合衆国の実業家・政治家である。1971年から1977年まで下院議員を務めた後、1977年から上院議員を務めた。1991年に飛行機事故により死亡した。

## 若年期と初期のキャリア
ハインツは1938年10月23日にペンシルベニア州ピッツバーグで生まれた。父は食品メーカー・ハインツの3代目社長ジャック・ハインツ（ヘンリー・ジョン・ハインツ2世）で、創業者のヘンリー・ジョン・ハインツは曾祖父に当たる。ジョンは一人息子だった。父と母ジョーン・ディールは1942年に離婚し、ジョンは母親に引き取られた。ジョンは母とその再婚相手のモンティ・マコーリー海軍大佐と共にカリフォルニア州サンフランシスコに移り、そこで育ったが、夏の間は実父と共にピッツバーグで過ごした。
1956年にフィリップス・エクセター・アカデミーを卒業し、イェール大学に入学、歴史・芸術学・文学を専攻して1960年に卒業した。このときのルームメイトが、後に美術史家となるセオドア・ステビンスだった。1963年にハーバード・ビジネス・スクールを卒業した。ハーバード在学中の夏休みに、後に妻になる、モザンビーク出身でジュネーヴ大学に留学していたテレイザ・シモエス＝フェレイラと出会った。大学卒業後はアメリカ空軍の予備役となり、1969年まで空軍予備軍に在籍した。
1965年から1970年までハインツ社の財務・マーケティング部門に勤務し、その後、カーネギーメロン大学テッパー・スクール・オブ・ビジネスの教授に就任した。また、ペンシルベニア州選出の共和党上院議員ヒュー・スコットの秘書を務めた。

## 政界でのキャリア

### 下院議員
1971年、ペンシルベニア州第18選挙区のロバート・J・コーベット下院議員が在任中に死去したために行われた補欠選挙に出馬した。共和党の予備選挙に勝利した後、11月2日の本選挙で当選した。1972年と1974年の選挙でも再選された。

### 上院議員
1976年、ペンシルベニア州選出のヒュー・スコット上院議員が引退することから、ハインツはその後継に立候補した。この選挙に勝利し、その後1982年と1988年の選挙でも再選された。
上院において、ハインツは共和党の「穏健・リベラル派」（ロックフェラー・リパブリカン）とみなされていた。上院では、銀行・住宅・都市問題委員会、財務委員会、社会保障改革委員会、医療制度改革委員会に属し、国際金融・通貨政策小委員会、高齢化特別委員会、職業訓練・教育に関する共和党大会タスクフォースの委員長を務めた。
ハインツは、キング牧師記念日を連邦休日とする法案や1987年公民権回復法に賛成した。これらの法案はロナルド・レーガン大統領の拒否権を覆して可決成立した。ハインツはロバート・ボークの連邦最高裁判事指名に賛成した。
『ニューヨーク・タイムズ』紙によれば、ハインツは上院で、増加する高齢者と衰退する鉄鋼業を持続的に擁護し、社会保障の財政基盤をより健全にする制度を法制化し、退職金・年金・健康保険やナーシングホームに関する法律の強化に大きな役割を果たし、鉄鋼などのアメリカの製品の輸出を促進して輸入から守るための法律を成立させた。

## 死去
1991年4月4日、ペンシルベニア州ローワー・メリオン郡区の上空で、ハインツが乗るパイパー・アエロスターとサン社のヘリコプター・ベル 412が空中衝突して、小学校に墜落した。この事故により、ハインツを含む、双方の飛行機に乗っていた全員と、小学校にいた児童2人が死亡した。このヘリコプターは、ハインツの飛行機の着陸装置に問題があると報告を受けて派遣されたものであり、ヘリコプターが接近して調査しているうちに衝突して墜落した。国家運輸安全委員会(NTSB)の調査によれば、双方のパイロットの判断ミスが衝突の原因だった。
ハインツが亡くなったという報は、ワシントンD.C.のハインツの事務所からなされた。昼下り、ラッセル上院議員会館からスタッフが泣きながら出てきた後、立法担当官のリチャード・ブライアーズが記者団に対してハインツの死亡を発表した。
ハインツ上院議員が52歳で死去したというニュースは、他の上院議員たちに衝撃を与えた。長年に渡る友人だったコロラド州選出のティム・ワース上院議員は、「彼は、自分はこの世界をより良い物にすることができると本当に信じており、それは我々の疲れ切った諦観とは対照的だった」と述べた。カンザス州選出のボブ・ドール少数党院内総務は、ハインツは「精力的で献身的な公僕であり、ペンシルベニア州の疲れを知らない擁護者であり、善良で寛大な家庭人である」と述べた。ダン・クエール副大統領はロサンゼルス行った演説で、「我々は、ジョン・ハインツがいなくなったことを大いに悲しんでいる。彼は上院に対し大きな貢献をした」と述べた。
葬儀はピッツバーグのハインツ記念教会で行われた。ワシントンD.Cでも追悼式が行われ、ジョージ・H・W・ブッシュ大統領とダン・クエール副大統領が参列した。遺体はピッツバーグのホームウッド墓地に埋葬された。
妻のテレイザは、ハインツの上院議員の同僚のジョン・フォーブズ・ケリーと1995年に再婚した。

## 名前を冠したもの

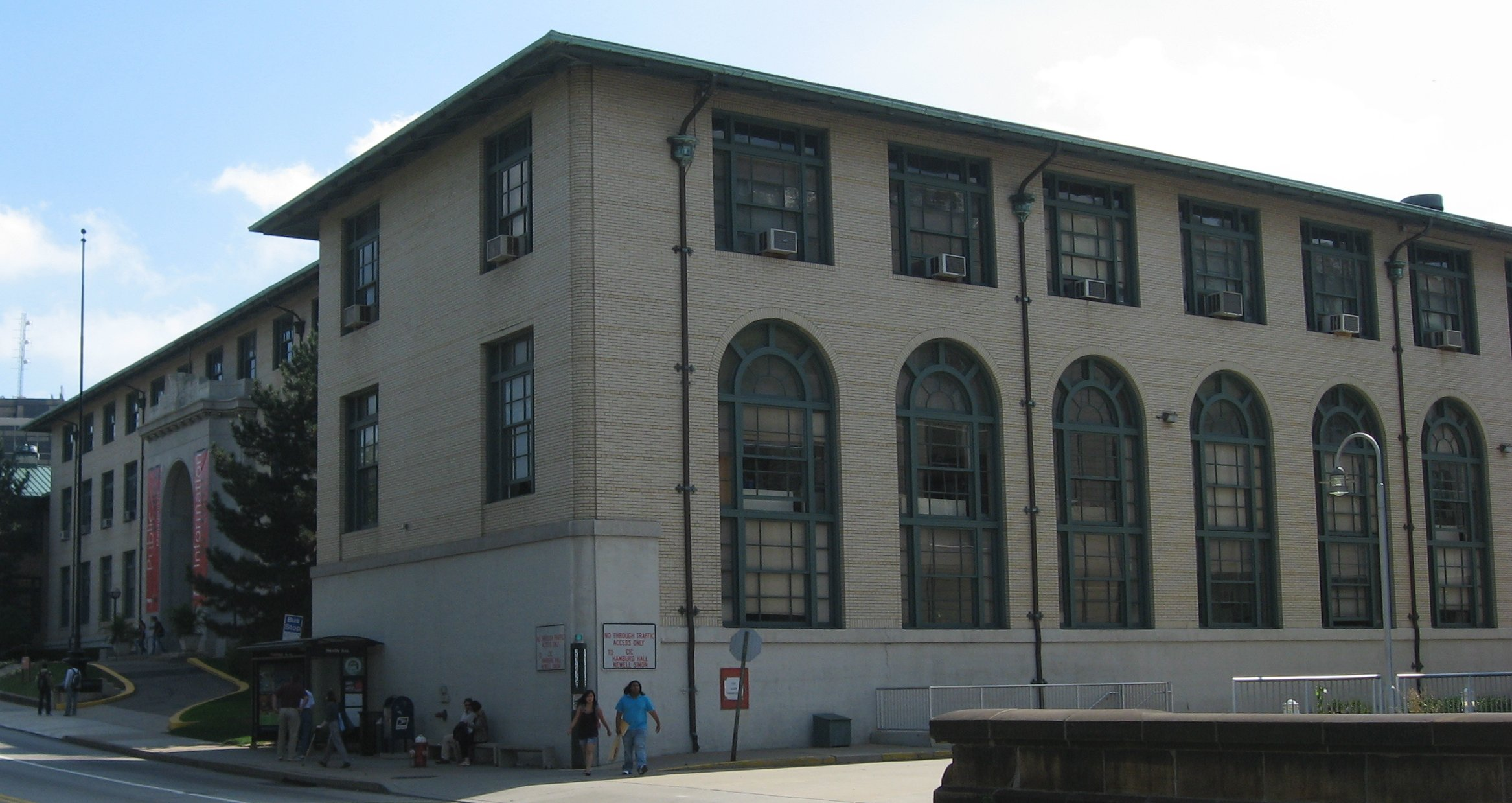
カーネギーメロン大学ハインツ・カレッジ

ハインツの死後、ペンシルベニア州のティニカム野生生物保護区はティニカム・ジョン・ハインツ野生生物保護区に改称された。
遺族は1993年にハインツ賞を創設し、5つの分野において革新性のある人物に授与している。
その他、以下の施設の名称がハインツの名前に由来している。
- カーネギーメロン大学図書館のH・ジョン・ハインツ3世上院議員文庫
- カーネギーメロン大学のハインツ・カレッジ
- H・ジョン・ハインツ3世科学・経済・環境センター（英語版）
- ハインツ歴史センター（英語版）（スミソニアン博物館分館）